# Weissenhof

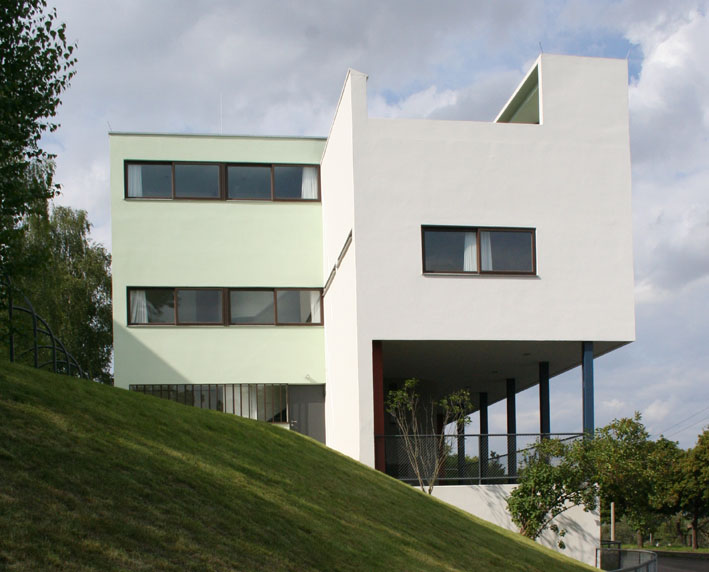
Le Corbusierův dům na sídlišti Weissenhof ve Stuttgartu

Sídliště Weissenhof (německy: Weißenhofsiedlung) je dělnická kolonie vybudovaná ve Stuttgartu v Německu v roce 1927. Vznikla na základě mezinárodní architektonické soutěže, získala široký ohlas a stala se vzorem pro moderní architekturu.
Kolonie byla vystavěna pro výstavu Bydlení (Die Wohnung) Svazu německého díla (Deutscher Werkbund), zahrnovala 21 domů s celkem šedesáti byty. Jejich autory byli evropští architekti, převážně německy mluvící. Do čela projektu byl vedením města postaven Ludwig Mies van der Rohe, vybíral architekty, určoval jim rozpočty, připravil lokalitu a dozoroval stavbu. Nejlepší dvě místa a největší rozpočet obdržel Le Corbusier.
Budovy se mírně liší ve tvaru, jednotná jim je jednoduchá fasáda, ploché střechy užívané jako terasy, otevřené interiéry a vysoká úroveň prefabrikace, která umožnila vybudování celého sídliště za pouhých pět měsíců. Jde o uplatnění funkcionalismu v obytné architektuře. Až na dvě výjimky (Bruno Taut zvolil pro svůj nejmenší dům jasně červenou barvu) byly všechny domy bílé. Přestože měly být vzorem pro dělnické bydlení, byly domy vybaveny zařízením, které překračovalo možnosti tehdejších dělníků.
Výstava byla otevřena pro návštěvníky 23. července 1927 a dočkala se velkého návštěvnického úspěchu, podobně jako doprovodná výstava plánů a modelů nové architektury, které se zúčastnilo i 30 architektů z Československa, např. Jaromír Krejcar či Vít Obrtel.
Brzy ale přišly i odmítavé reakce. Nacisté označovali sídliště za Araberdorf (arabskou vesnici), k čemuž je vedly ploché střechy. Byl již připraven návrh na odprodání sídliště německé vládě k jeho demolici a nahrazením novou výstavbou podobnou nedalekému sídlišti Kochenhof.
Především vinou škod způsobených za druhé světové války se dochovalo pouze jedenáct domů, mnohé byly zbořeny hned po válce, některé ale ještě v 80. letech 20. století, přestože mělo sídliště již od roku 1958 status památky. V současnosti sídliště patří Stuttgartu, v některých domech žijí zástupci vedení města a celý komplex ročně navštíví na 30 tisíc turistů. V Le Corbusierových domech č. 1 a 3 je otevřené muzeum, domy byly otevřeny pro veřejnost po rekonstrukci 26. října 2006.

## Zúčastnění architekti
- Peter Behrens
- Victor Bourgeois
- Le Corbusier a Pierre Jeanneret
- Richard Döcker
- Josef Frank (architekt)
- Walter Gropius
- Ludwig Hilberseimer
- Ludwig Mies van der Rohe
- Jacobus Johannes Pieter Oud
- Hans Poelzig
- Adolf Rading
- Hans Scharoun
- Adolf Gustav Schneck
- Mart Stam
- Bruno Taut
- Max Taut
- Ferdinand Kramer

## Evropské dědictví
Kolonie Weissenhof je jednou ze šesti Kolonií moderní architektury Werkbundu které vznikly v Evropě mezi lety1927–1932. Dalšími koloniemi jsou Nový dům v Brně, Osada Baba v Praze, Werkbundsiedlung ve Vídni, osada WUWA ve Vratislavi a osada Neubühl v Curychu. Soubor těchto šesti osad byl v roce 2019 zařazen k Evropskému dědictví.